# 加藤陽一
加藤陽一（日语：／ Katō Yōichi，1979年2月10日—），日本男編劇。出身於東京都杉並區。株式會社PLUS ONE代表董事、Arch株式會社兼任董事。日本編劇聯盟會員。立教大學中退。他的妻子是作詞家兼創作歌手兒玉沙織。

## 來歷、人物
自2000年代以來，加藤陽一一直活躍於電視動畫的編劇工作，涉獵範圍廣泛。他在大學時期就以編劇的身份出道。
他曾負責《Aikatsu！偶像活動！》、《妖怪手錶》、《宇宙兄弟》等多部作品的劇本統籌和編劇，創作出了許多受到廣泛觀眾喜愛的熱門作品。
他的特點之一是用獨特的台詞向大眾傳播他的角色和作品。在《妖怪手錶》中，他創作了狛田先生驚訝時說的「萌給（もんげー）」。在《Aikatsu！偶像活動！》中，他創作了、（星宮莓）、（霧矢葵）、（紫吹蘭）、（音城星羅）、（冴草紀伊）、（栗栖心音）。在《夢幻慶典》中，他創作了、（天宮奏）、（三神遙人）、（風間圭吾）。在《數碼暴龍宇宙 應用怪獸》中，他創作了（卡唧獸）、（花嵐惠理）、（飛鳥虎次郎）。在《決鬥大師》中，他創作了、（切札勝太）。在《秘密×戰士 幻影甜心！》中，他創作了、（櫻衣心美）、（明日海咲）。
目前，他的活動範圍正在擴大，包括為東京2020東京奧運之吉祥物未來永遠郎與染井吉創作動畫劇本。
曾參與製作《Aikatsu！偶像活動！》、《夢幻慶典》、《偶像大師 百萬人演唱會！》、《偶像大師 閃耀色彩》等多部偶像動畫，實力廣受好評。關於動畫的特點，《偶像大師 百萬人演唱會！》的導演綿田慎也表示「必須在較短的時間內介紹眾多角色，並展現他們的性格，給觀眾留下深刻印象。加藤的功力可見一斑」，「能收集到如此多的信息，是專業人士中的專業人士才能做到的」，「加藤在《Aikatsu！偶像活動！》的劇情策劃方面非常專業，所以討論如何將現場演唱會的場景融入到劇情中非常容易。而且，劇中有一些詞，比如‘’和‘’，聽幾遍就能記住。在這些方面，他作為編劇的優勢就顯而易見了」。他也評論道「僅僅是角色演繹和台詞，我們就需要整理出比一般電視動畫多3到4倍的信息量。光是這些信息量就足以讓我應接不暇。我真的很感激有加藤陽一這樣一位邏輯清晰的編劇，能夠把所有這些整合在一起」。

## 參加作品
粗體字表示劇本統籌作品。

### 動畫系列
2003年
- 陽光伴我行。（日语：まっすぐにいこう。）（—2004年，編劇）

2004年
- 遙遠時空 ～八葉抄～（—2005年，編劇）

2005年
- 陰陽大戰記（編劇）
- 遊☆戲☆王 怪獸之決鬥GX（編劇）

2006年
- 怪醫黑傑克21（編劇）
- 結界師（—2008年，編劇）

2008年
- 逮捕令 全速前進（編劇）
- 新·安琪莉可 Abyss（編劇）
- 新·安琪莉可 Abyss -Second Age-（編劇）
- 小雙俠 (2008年版)（—2009年，編劇）
- 深淵傳奇（編劇）
- 名偵探柯南（編劇）

2009年
- 07-GHOST（編劇）
- 香格里拉（編劇）
- 料理偶像（編劇）
- 東京地震8.0（編劇）
- 奇蹟☆列車 ～歡迎搭乘大江戶線～（編劇[13]）

2011年
- 天才黃金腦 ～神之謎（編劇）

2012年
- 機動戰士鋼彈AGE（編劇）
- 宇宙兄弟[注 1]（—2014年，編劇）
- Aikatsu！偶像活動！[14]（—2016年，編劇）
- 魔奇少年 The labyrinth of magic（—2013年，編劇）

2013年
- 蟲奉行（編劇）
- 魔奇少年 kingdom of magic（—2014年，編劇）

2014年
- 妖怪手錶（—2018年，編劇）
- 決鬥大師VS（—2015年，編劇）

2015年
- 決鬥大師VSR（—2016年，編劇）
- 怪物彈珠（編劇）

2016年
- 決鬥大師VSRF（—2017年，編劇）
- 怪物彈珠 夏季特别篇「美人魚狂想曲」（編劇）
- 數碼寶貝宇宙 應用怪獸（—2017年，編劇）
- 時間飛船24（編劇）
- 夢幻慶典（編劇）

2017年
- 決鬥大師 (2017年版)（—2018年，編劇）
- 怪物彈珠 Second Season（編劇）
- 路西法的戰栗天籟 ～唯一的最初樂章～（日语：モンソニ! ダルタニャンのアイドル宣言#センリツのルシファー ただひとつの始まりの歌）（編劇）
- Monster Sonic！達太喵的偶像宣言（日语：モンソニ! ダルタニャンのアイドル宣言#モンソニ! ダルタニャンのアイドル宣言）（編劇）
- 夢幻慶典R（編劇）
- 時間飛船 逆襲的三惡人（編劇）
- XFLAG原創動畫「惡作劇魔女與不眠之」（編劇）

2018年
- 波吉!! 發明 閃亮模力小天才（—2020年，編劇）
- 決鬥大師！（—2019年，編劇）
- 妖怪手錶 光影之卷（—2019年，編劇）
- 閃電十一人 阿瑞斯的天秤（編劇）
- 閃電十一人 獵戶座的刻印（—2019年，編劇）
- 2020東京奧運 未來永遠郎與染井吉宣傳動畫影片（編劇）
- 爆釣王（日语：爆釣バーハンター）（—2019年，編劇）

2019年
- 決鬥大師!!（—2020年，編劇）
- 妖怪手錶！（編劇）

2020年
- 決鬥大師KING（—2021年，編劇）

2021年
- 宇宙奇妙生物小鐵君（日语：宇宙なんちゃら こてつくん）（—2023年，編劇）
- 決鬥大師KING！（—2022年，編劇）
- 魔卡派對（編劇）
- 妖怪手錶♪（—2023年，編劇）
- 緋紅結繫（編劇）

2022年
- 決鬥大師KINGMAX（編劇）
- 決鬥大師WIN（—2023年，編劇）
- 蛋黃哥大冒險（編劇）

2023年
- 決鬥大師WIN 決鬥學園篇（—2024年，編劇）
- Ryan's World Island Adventures（編劇）
- 偶像大師 百萬人演唱會！（編劇[15][16][17]）
- Ryan's World Ninja Adventures（編劇）

2024年
- 偶像大師 閃耀色彩（編劇[18]）
- JOCHUM（日语：JOCHUM#テレビアニメ）（—2025年，編劇）
- 願望貓咪（朝鲜语：위시캣）（劇本統籌作家、編劇作家）
- Ryan's Rescue Squad Saves Robot City From FIRE（編劇）
- 偶像大師 閃耀色彩 2nd season（編劇[19]）
- 決鬥大師LOST ～追憶的水晶～（編劇）
- 決鬥大師LOST ～月下的死神～（—2025年）

2025年
- 魔神創造傳[20]（編劇）
- 光之美少女偶像與你（編劇）
- 正能量企鵝（日语：コウペンちゃん）[21]（編劇）

### 電影作品
2014年
- 劇場版 妖怪手錶：誕生的秘密喵！（編劇）
- 劇場版 Aikatsu！偶像活動（編劇）

2015年
- Aikatsu！偶像活動！大家一起來獲得音樂大賞吧！（舞台構成）
- 劇場版 妖怪手錶：閻魔大王與五個故事喵！（編劇）

2016年
- 黑貓魯道夫 電影小說（日语：ルドルフとイッパイアッテナ#劇場アニメ）（編劇）
- 劇場版 Aikatsu！偶像活動！ ～被盯上的魔法偶像活動卡～（編劇）
- 劇場版 怪物彈珠：前往始源之地（日语：モンスターストライク THE MOVIE はじまりの場所へ）（故事構成）
- 劇場版 妖怪手錶：飛天鯨魚和雙重世界的大冒險喵！（編劇）

2019年
- 劇場版 城市獵人：新宿PRIVATE EYES（編劇）
- 東映漫畫祭（日语：東映まんがまつり） 劇場版 爆釣王：神秘的三角條碼！釣起來！神海魚海神（日语：映画 爆釣バーハンター 謎のバーコードトライアングル!爆釣れ!神海魚ポセイドン）（編劇）

2020年
- 劇場版 秘密×戰士 幻影甜心！ ～拍成電影了～（編劇）

2021年
- 劇場版 警察×戰士 愛心巡護！ ～來自怪盗的挑戰！讓我們一起愛吧！～（日语：ポリス×戦士 ラブパトリーナ!）（編劇）
- 劇場版 妖怪手錶♪：健太和我們的相遇篇♪（日语：映画 妖怪ウォッチ♪ ケータとオレっちの出会い編だニャン♪ワ、ワタクシも〜♪♪）（編劇）
- 劇場版 總集篇 魔卡派對（編劇）

2022年
- 電影殘念生物事典（日语：ざんねんないきもの事典）（編劇）
- Aikatsu！偶像活動！ 10th STORY 未來的STARWAY～（短篇版）（編劇）

2023年
- 妖怪手錶♪：吉胖喵VS小石獅 厲害大決戰喵（日语：妖怪ウォッチ♪ ジバニャンvsコマさん もんげー大決戦だニャン）（編劇）
- Aikatsu！偶像活動！ 10th STORY 未來的STARWAY～（長篇版）（編劇）
- 偶像大師 百萬人演唱會！ 先行上映 第1幕（編劇）
- 偶像大師 百萬人演唱會！ 先行上映 第2幕（編劇）
- 偶像大師 百萬人演唱會！ 先行上映 第3幕（編劇）
- 偶像大師 閃耀色彩 劇場先行上映 第1章（編劇）
- 偶像大師 閃耀色彩 劇場先行上映 第2章（編劇）

2024年
- 偶像大師 閃耀色彩 劇場先行上映 第3章（編劇）
- 偶像大師 閃耀色彩 2nd season 劇場先行上映 第1章（編劇）
- 偶像大師 閃耀色彩 2nd season 劇場先行上映 第2章（編劇）
- 劇場版 美妙寵物 光之美少女： 心跳加速♡遊戲世界大冒險！（編劇）
- 偶像大師 閃耀色彩 2nd season 劇場先行上映 第3章（編劇）

2025年
- Aikatsu！偶像活動！Memorial Stage ～閃耀的組合盃～（編劇）
- 遠井同學想度過青春！『笨蛋與手機與浪漫』（編劇）[22]

### 電視劇
2008年
- 東京幽靈物語（日语：東京ゴースト・トリップ）（編劇）

2019年
- 秘密×戰士 幻影甜心！（編劇）

2020年
- 警察×戰士 愛的帕特里娜！（日语：ポリス×戦士 ラブパトリーナ!）（編劇）

2021年
- 嗶友×戰士 光輝亮麗力量！（日语：ビッ友×戦士 キラメキパワーズ!）（編劇）

2022年
- Lizsta -Top of Artists！-（日语：リズスタ -Top of Artists!-）（編劇）

2024年
- 民王R（編劇）

### DVD／藍光
2007年
- 鋼彈SEED & SEED DESTINY FANDISC SEED SUPERNOVA er（編劇）
- 鋼彈SEED & SEED DESTINY FANDISC SEED SUPERNOVA ist（編劇）

2010年
- 「戰國BASARA 貳」聲音特典Paradise Party CD（編劇、構成）

2012年
- 男子高中生的日常 DVD藍光特典特別CD 男子高中生讓人不想看的日常（編劇）

### 活動構成
2010年
- 戰國BASARA FES. 2010 蒼之陣／紅之陣

}}

### 小說
2008年
- 櫻蘭高校男公關部 ～意想不到篇！～

2009年
- 櫻蘭高校男公關部 ～深藏不露篇！～

2010年
- 東京地震8.0 ～悠貴與星星之砂～

2014年
- 劇場版 Aikatsu！偶像活動！

2016年
- 黑貓魯道夫 電影小說（日语：ルドルフとイッパイアッテナ）

2019年
- 劇場版 城市獵人：新宿PRIVATE EYES 官方小說

2020年
- 劇場版 秘密×戰士 幻影甜心！ ～拍成電影了～

2021年
- 劇場版 警察×戰士 愛心巡護！ ～來自怪盗的挑戰！讓我們一起愛吧！～（日语：ポリス×戦士 ラブパトリーナ!）

2022年
- 電影殘念生物事典 小說（日语：ざんねんないきもの事典）（編劇）

### 漫畫
2009年
- 聲優志願！（日语：声優かっ!）（構成協力）

2010年
- 迷你戰國BASARA貳（編劇、構成）

2011年
- 豆戰國BASARA（構成）

2022年
- Devil in Ura Wonderland（2022年—，編劇[23]）

### 遊戲
2010年
- Happy☆Magic！（日语：Happy☆Magic! 〜ハピ☆マジ!〜）（構成、編劇）
- 超級機器人大戰L（編劇）

2011年
- 最後約定的故事（日语：最後の約束の物語）（編劇）
- 戰國BASARA3 宴（編劇）

2012年
- 時與永遠（日语：時と永遠 〜トキトワ〜）（編劇）

2014年
- 妖怪手錶2 元祖／本家（編劇）

2016年
- 夢幻慶典（原案協力）

2018年
- 星與翼的悖論（編劇[24]）

2024年
- 泡沫之星（日语：FOAMSTARS）（編劇）

### 舞台編劇／活動構成
2010年
- 奇蹟☆列車 ～歡迎搭乘大江戶線～（編劇）
- 戰國BASARA FES. 2010 蒼之陣／紅之陣

2012年
- 奇蹟☆列車 ～歡迎搭乘大江戶線～ 2nd approach（編劇）
- Kiramune Presents READING LIVE（編劇）

2013年
- Kiramune Presents READING LIVE（編劇）

2017年
- LAWSON presents Sphere live tour 2017 "We are SPHERE!!!!!"（編劇（朗讀部分））

2018年
- Aikatsu！偶像活動！系列 5週年慶祝活動!!（編劇（戲劇部分、開演前廣播橋段））

2024年
- Aikatsu！偶像活動！「明里Generation 10週年紀念活動『閃閃發光！』」（編劇（戲劇部分、開演前廣播））

2025年
- 下地紫野個人活動「獨白」（編劇（朗讀部分））

### 雜誌連載
2010年
- 月刊Newtype 電視動畫「戰國BASARA貳 斬光」原著小說

### 天象儀
2012年
- 天象儀「宇宙兄弟 一個光點」（編劇）

2016年
- 妖怪手錶 天象儀充滿了星星與妖怪！（編劇）

2022年
- 妖怪手錶♪ 來自小石獅的SOS！我們來去黑洞吧喵♪（編劇）

### 演講
2015年
- AnimeJapan 2015 創作者體驗課程 學習《妖怪手錶》、《Aikatsu！偶像活動！》等熱門動畫的劇本創作技巧[25]

## 腳註

## 相關項目
- 日本動畫師列表（日语：アニメ関係者一覧）

## 外部連結
- 加藤陽一的X（前Twitter） （日語）
- Yoichi Kato在互联网电影资料库（IMDb）上的資料（英文）